# OGAE Second Chance Contest
L'OGAE Second Chance Contest (Concurs OGAE Segona Oportunitat) és un esdeveniment visual fundat en 1987 i organitzat pels membres de l'OGAE. Quatre països van competir en la primera edició que es va celebrar en 1987. Antigament era un esdeveniment no televisat, que va anar evolucionant amb l'ús del video i, en l'actualitat, el DVD i YouTube.
Cada estiu després del Festival de la Cançó d'Eurovisió, cada membre pot enviar una cançó que no aconseguís guanyar la selecció nacional del seu país al festival de l'any en curs. Els membres de cada país escullen entre les cançons no guanyadores i trien una perquè els representi en l'esdeveniment. Cada país membre de OGAE envia els seus vots a l'organitzadora de l'any en curs. Des de 1993 s'han usat jurats convidats perquè votin.

## Història
El concurs va començar en 1987, quan era conegut com "Europe's Favourite" ("La favorita d'Europa"). Quatre països van competir en la primera edició: els Països Baixos, Noruega, Suècia i el Regne Unit. Ràpidament, el concurs es va expandir, i en l'actualitat competeixen més de 20 països cada any. Per la naturalesa d'alguns països i els seus finals nacionals, és comú que alguns països competeixin esporàdicament en l'esdeveniment.

## Format
El concurs té lloc durant l'estiu posterior al Festival d'Eurovisió de l'any en curs. Cada membre de OGAE envia un video de la cançó participant a tots els membres restants. Llavors, els vots s'envien a l'organitzador, normalment el país guanyador de l'any anterior, que llavors organitza la final. El sistema de votació ha evolucionat des dels primers anys, quan es votava amb només àudio, a l'ús posterior del vídeo, DVD i YouTube.
Antigament, es permetia competir a països que no havien tingut final nacional televisada. Així, es van enviar cançons així entre 1989 i 1991, quan OGAE Espanya va enviar temes que se sabia havien que format part del procés intern se selecció. En 1990, 1991, 1998 i 1999, Itàlia va competir amb cançons guanyadores del Festival de Sanremo, conegut per ser la base del Festival d'Eurovisió. Després de 1999, es va establir una nova norma que permetia competir només a cançons pertanyents a finals nacionals televisades. Això va fer que molts països no poguessin competir durant molts anys per no tenir final nacional al seu país. En 1993 es va usar jurats convidats en la votació. Aquests jurats estaven composts per membres que no podien participar-hi a causa de no tenir final nacional al seu país.

## Participació
La participació al Second Chance Contest requereix que els participants hagin tingut una final nacional televisada al seu país per al festival de l'any en curs. Fins avui, han competit 37 països almenys una vegada. Aquesta graella mostra els països participants amb l'any en què van fer el seu debut:
| Any  | Països que debutaven                                                                |
| ---- | ----------------------------------------------------------------------------------- |
| 1987 | Països Baixos, Noruega, Suècia, Regne Unit                                          |
| 1988 | Dinamarca, Finlàndia, Alemanya, Grècia, Irlanda, Israel                             |
| 1989 | Espanya                                                                             |
| 1990 | Àustria, Xipre, Itàlia, Portugal                                                    |
| 1991 | Suïssa, Iugoslàvia                                                                  |
| 1992 | Bèlgica                                                                             |
| 1993 | Croàcia, Estònia, Hongria, Islàndia, Malta, Romania, Eslovàquia, Eslovènia, Turquia |
| 1994 | Rússia                                                                              |
| 1996 | Bòsnia i Hercegovina, Macedònia del Nord                                            |
| 1999 | França                                                                              |
| 2000 | Letònia                                                                             |
| 2001 | Lituània                                                                            |
| 2003 | Polònia                                                                             |
| 2004 | Sèrbia i Montenegro                                                                 |
| 2006 | Ucraïna                                                                             |
| 2007 | Sèrbia                                                                              |
| 2009 | Andorra, Moldàvia, Resta del món                                                    |
| 2010 | Armènia, Azerbaidjan, Bulgària (com a Resta del món)                                |

OGAE Resta del món representa els països que no tenen una OGAE pròpia. La seva primera participació va arribar en l'edició de 2009 on els va representar Eslovàquia.

## Guanyadors
Fins ara han guanyat el concurs deu països. El país que més èxit ha tingut ha estat OGAE Suècia, que ha guanyat 16 vegades en total, la meitat del total d'edicions. La banda sueca Alcazar, que van guanyar en 2003 i 2005, són els únics artistes que han guanyat el concurs més d'una vegada.

### Second Chance Contest
| Any  | Guanyador                | Cançó                       | Intèrpret          | Segon lloc            | Posició en la final nacional | Ciutat organitzadora         |
| ---- | ------------------------ | --------------------------- | ------------------ | --------------------- | ---------------------------- | ---------------------------- |
| 1987 | Suècia                   | Högt över havet             | Arja Saijonmaa     | Noruega Països Baixos | 2n                           | Huizen                       |
| 1988 | Suècia                   | Om igen                     | Lena Philipsson    | Finlàndia             | 2n                           | Östersund                    |
| 1989 | Dinamarca                | Landet Camelot              | Lecia Jønsson      | Suècia                | 2n                           | Östersund                    |
| 1990 | Suècia                   | Mitt i ett äventyr          | Carola             | Itàlia                | 2n                           | Östersund                    |
| 1991 | Suècia                   | Tvillingsjäl                | Pernilla Wahlgren  | Grècia                | n/a                          | Östersund                    |
| 1992 | Noruega                  | Du skal få din dag i morgen | Wenche Myhre       | Israel                | 3r                           | Montabaur                    |
| 1993 | Noruega                  | Din egen stjerne            | Merethe Trøan      | Països Baixos         | 6è                           | Oslo                         |
| 1994 | Suècia                   | Det vackraste jag vet       | Gladys Del Pilar   | Regne Unit            | 2n                           | Oslo                         |
| 1995 | Suècia                   | Det vackraste               | Cecilia Vennersten | Regne Unit            | 2n                           | Örebro                       |
| 1996 | Suècia                   | Juliette & Jonathan         | Lotta Engberg      | Croàcia               | 3r                           | Farsta (Estocolm)            |
| 1997 | Itàlia                   | Storie                      | Anna Oxa           | Irlanda               | 2n                           | Hanover                      |
| 1998 | Països Baixos            | Alsof je bij em bent        | Nurlaila           | Suècia                | 2n                           | Hamburg                      |
| 1999 | Turquia                  | Unuttuğumu Sandığım Camina  | Feryal Başel       | Bèlgica               | 2n                           | Emmen                        |
| 2000 | Finlàndia                | Oot voimani mun             | Anna Eriksson      | Regne Unit            | 2n                           | Istanbul                     |
| 2001 | Suècia                   | Allt som jag ser            | Barbados           | Espanya               | 2n                           | Hèlsinki                     |
| 2002 | Espanya                  | Corazón latino              | David Bisbal       | Suècia                | 2n                           | Estocolm                     |
| 2003 | Suècia                   | Not a Sinner Nor a Saint    | Alcázar            | Eslovènia             | 3r                           | Las Palmas de Gran Canaria   |
| 2004 | Espanya                  | Mi obsesión                 | Davinia            | Suècia                | n/a                          | Växjö                        |
| 2005 | Suècia                   | Alcastar                    | Alcazar            | Sèrbia i Montenegro   | 3r                           | Bilbao                       |
| 2006 | Eslovènia                | Mandoline                   | Saša Lendero       | Noruega               | 2n                           | Estocolm                     |
| 2007 | Suècia                   | Cara Mia                    | Måns Zelmerlöw     | Regne Unit            | 3r                           | Ljubljana                    |
| 2008 | Suècia                   | Empty Room                  | Sanna Nielsen      | Espanya               | 2n                           | Estocolm                     |
| 2009 | Dinamarca                | Someday                     | Hera Björk         | Suècia                | 2n                           | Estocolm                     |
| 2010 | Suècia                   | Kom                         | Timoteij           | Dinamarca             | 5è                           | Copenhaguen                  |
| 2011 | Islàndia (Resta del món) | Nótt                        | Yohanna            | Suècia                | n/a                          | Göteborg                     |
| 2012 | Espanya                  | Tu vida es tu vida          | Pastora Soler      | Suècia                | 2n                           | Johannesburg (Resta del món) |
| 2013 | Noruega                  | Bombo                       | Adelén             | Itàlia                | 2n                           | Barcelona                    |
| 2014 | Suècia                   | Survivor                    | Helena Paparizou   | Espanya               | 4t                           | Oslo                         |
| 2015 | Itàlia                   | Fatti avanti amore          | Nek                | Suècia                | 2n                           | Estocolm                     |
| 2016 | Polònia                  | Cool Me Down                | Margaret           | Suècia                | 2n                           | Siena                        |
| 2017 | Suècia                   | A Million Years             | Mariette           | Itàlia                | 4t                           | Varsòvia                     |
| 2018 | Itàlia                   | Il mondo prima di te        | Annalisa           | França                | 3a                           | Eskilstuna                   |
| 2019 | França                   | Tous les deux               | Seemone            | Itàlia                | 2a                           | Udine                        |
| 2020 | Suècia                   | Kingdom Come                | Anna Bergendahl    | Finlàndia             | 3a                           | París/Lilla/Llemotges        |
| 2021 | Noruega                  | Monument                    | KEiiNO             | Suècia                | 2a                           | Estocolm                     |

## Per país
| Victòries | País          | Any(s)                                                                                         |
| --------- | ------------- | ---------------------------------------------------------------------------------------------- |
| 16        | Suècia        | 1987, 1988, 1990, 1991, 1994, 1995, 1996, 2001, 2003, 2005, 2007, 2008, 2010, 2014, 2017, 2020 |
| 4         | Noruega       | 1992, 1993, 2013, 2021                                                                         |
| 3         | Espanya       | 2002, 2004, 2012                                                                               |
| 3         | Itàlia        | 1997, 2015, 2018                                                                               |
| 2         | Dinamarca     | 1989, 2009                                                                                     |
| 1         | Països Baixos | 1998                                                                                           |
| 1         | Turquia       | 1999                                                                                           |
| 1         | Finlàndia     | 2000                                                                                           |
| 1         | Eslovènia     | 2006                                                                                           |
| 1         | Islàndia      | 2011                                                                                           |
| 1         | Polònia       | 2016                                                                                           |
| 1         | França        | 2019                                                                                           |